# Rosine

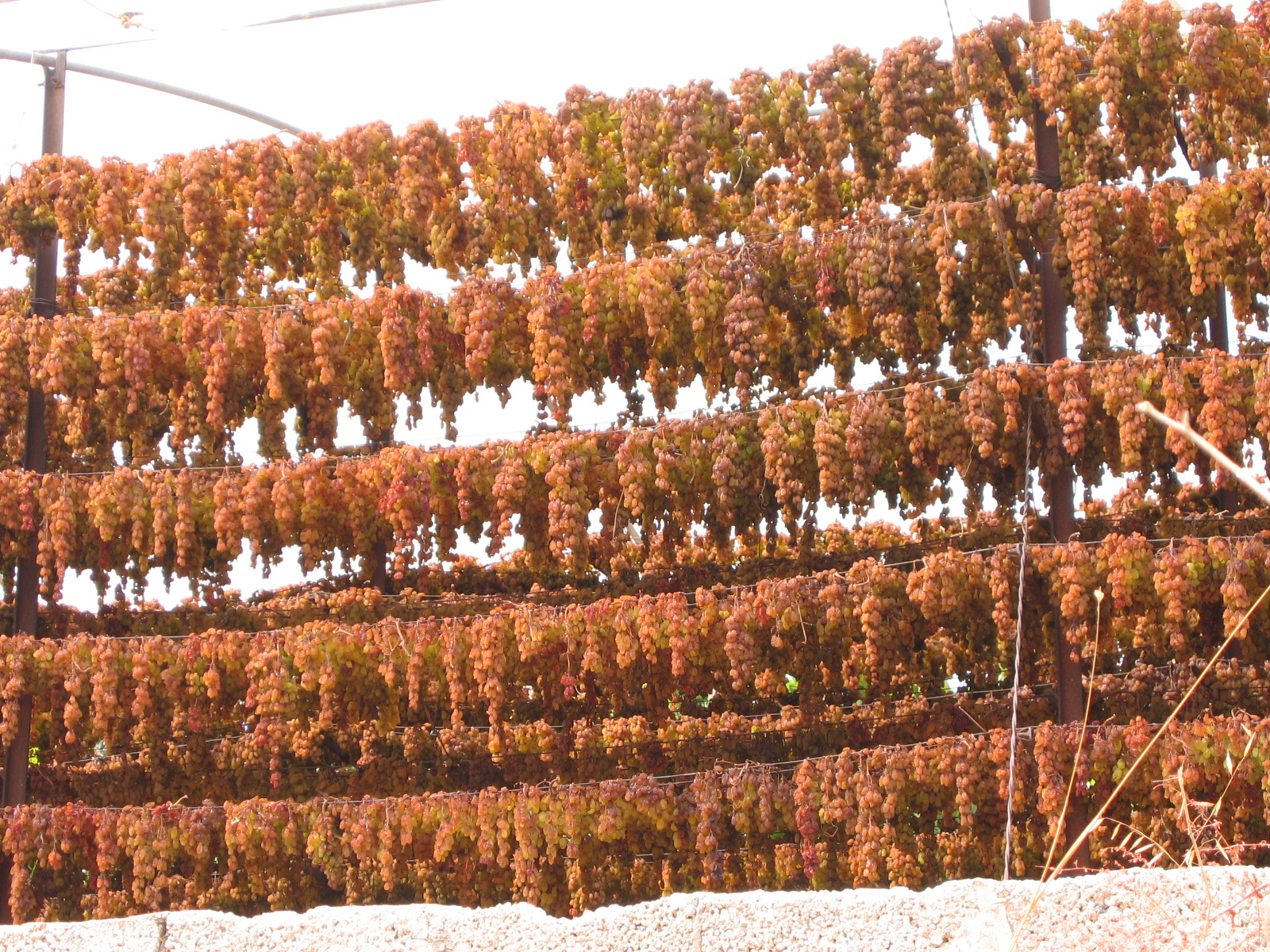
Weinbeeren werden zu Rosinen getrocknet

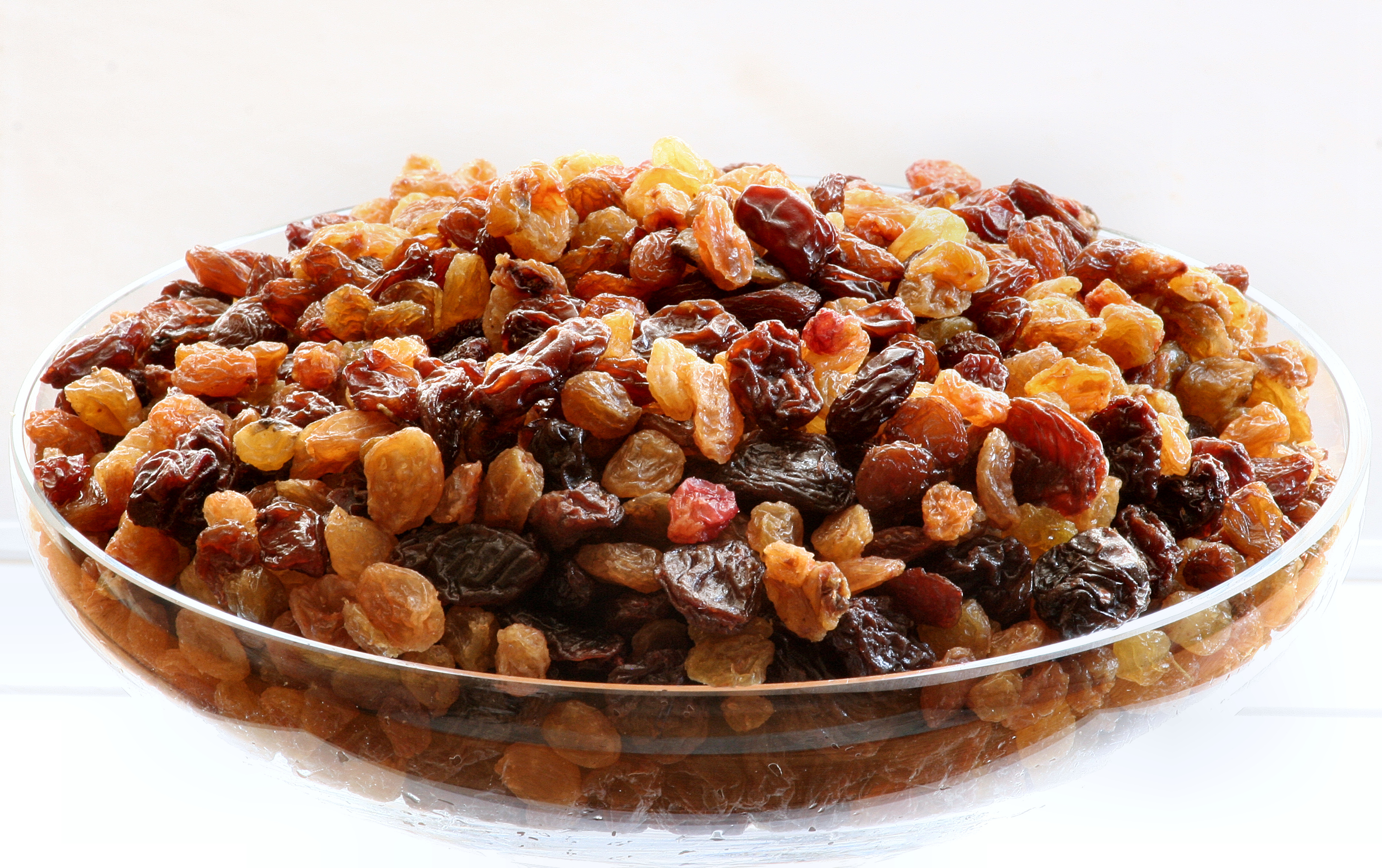
Schüssel mit verschiedenen Rosinen

Rosinen (Plural von Rosine; bei Luther noch Rosin, über mittelhochdeutsch rosīn und mittelniederländisch/mittelniederdeutsch rosinīevon altfranzösisch raisin bzw. pikardisch/ost-altfranzösisch rosin, aus lateinisch racemus bzw. volkslateinisch *racīmus ‚Weintraube‘) sind getrocknete Weinbeeren. Der Begriff „Rosinen“ ist sowohl der Oberbegriff für alle getrockneten Weinbeeren als auch die konkrete Bezeichnung für die getrockneten Früchte einer bestimmten Traubensorte. Sie werden reif geerntet und danach in der Sonne oder im Schatten getrocknet, bis die Feuchtigkeit der Beeren nur noch etwa 15 bis 18 % beträgt. Dies bedingt eine Konzentration des Fruchtzuckergehalts auf etwa 33 %. Sie haben eine honiggelbe bis dunkelbraune Farbe. Vier bis fünf Kilogramm Weintrauben ergeben ein Kilogramm Rosinen.
Im OIV-Bericht finden sich Statistiken über den Weinanbau mit Angaben zur Rosinenproduktion.

## Arten

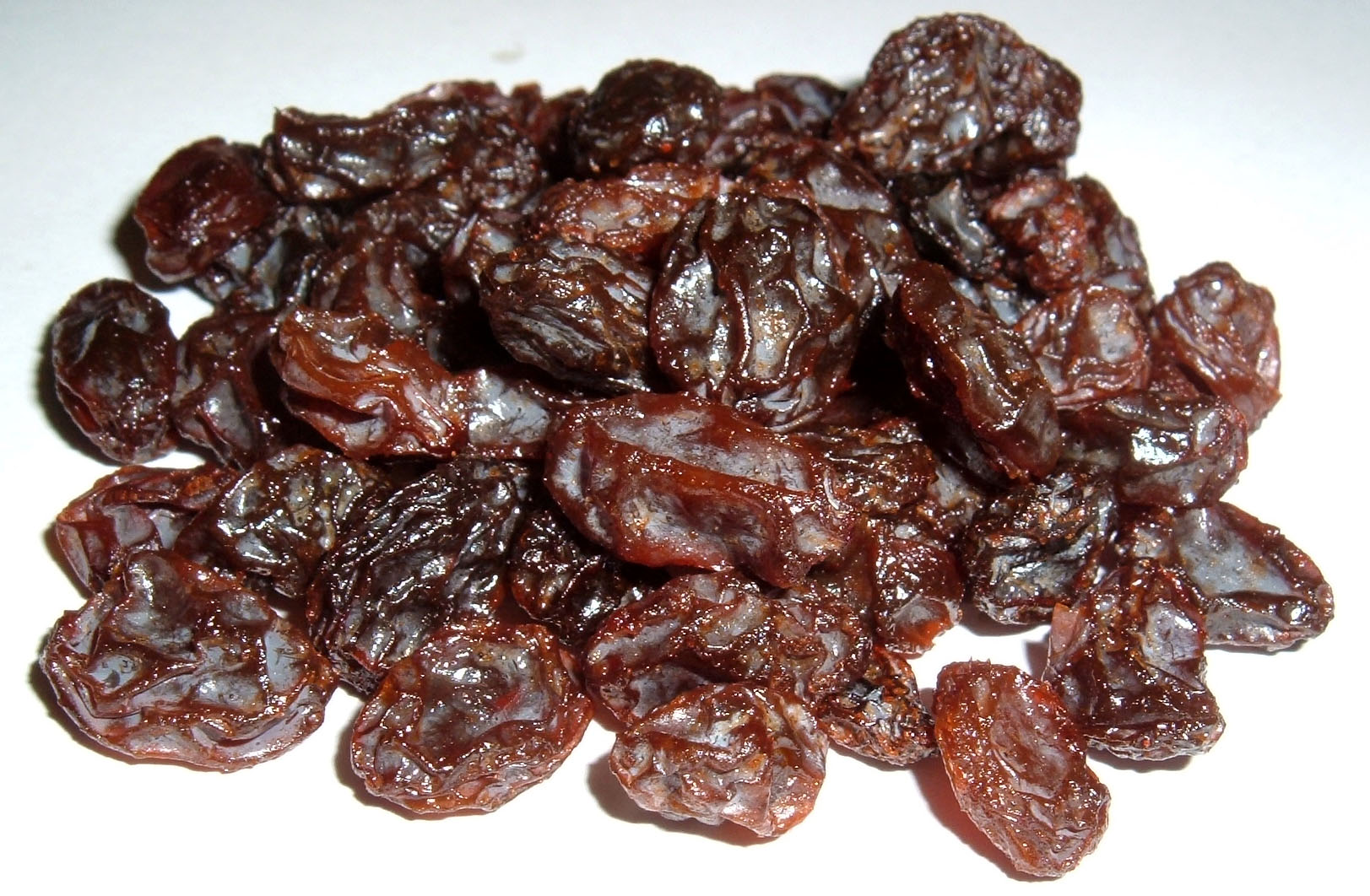
Zibeben/Rosinen

Je nach Rebsorte und Herkunft tragen folgende Arten von Rosinen einen eigenen Namen:
Smyrna-Rosinen
weiche Kerne, dunkelfarbig

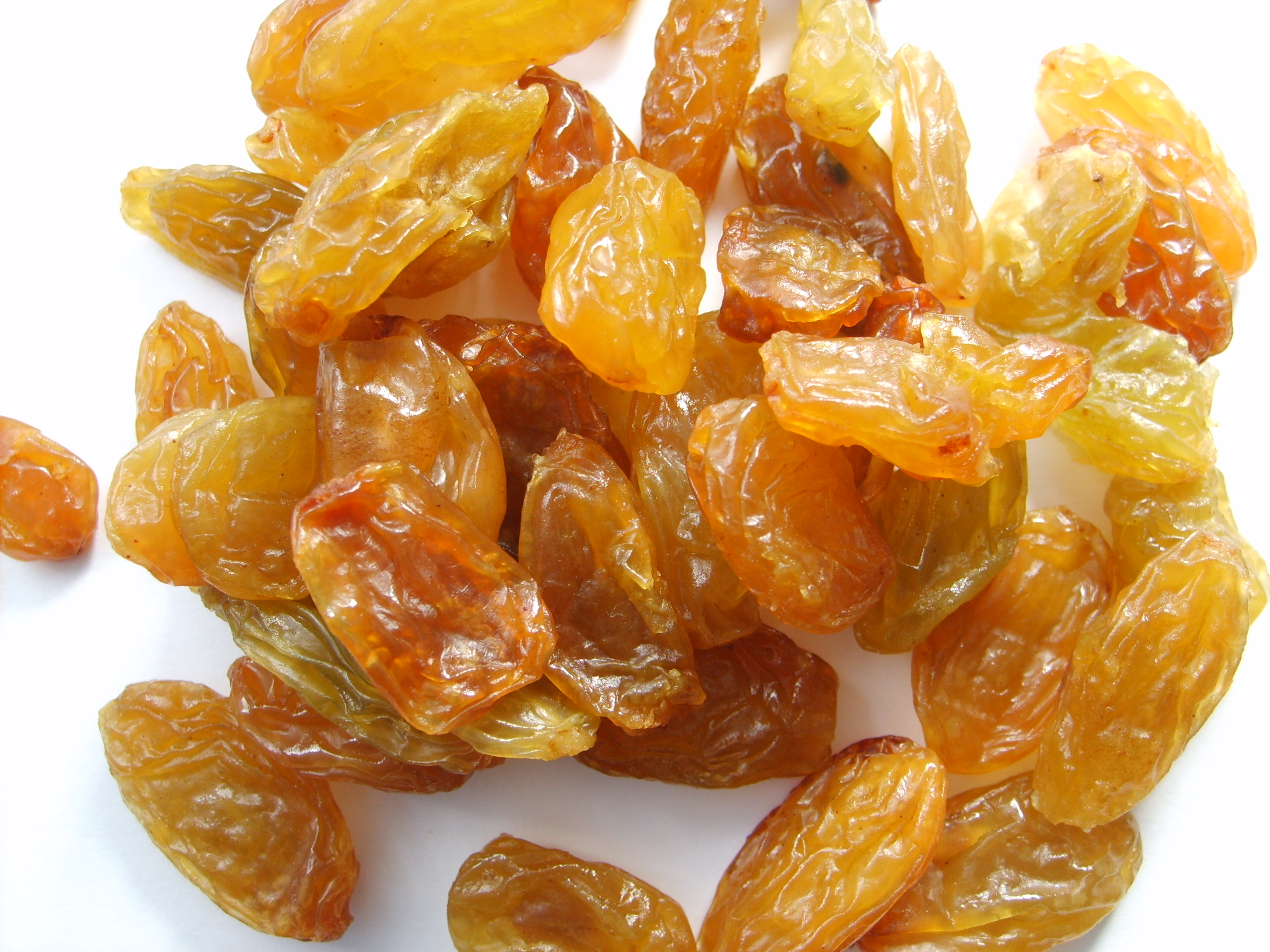
Sultaninen
(kernlos, hell) werden aus der Sultana-Traube (Thompson Seedless) gewonnen, die weiß, dünnhäutig, besonders süß und kernlos ist. Sultaninen haben eine helle goldgelbe Farbe. Produktionsländer sind die Türkei (→ Weinbau in der Türkei), USA, insbesondere Kalifornien (→ Weinbau in den Vereinigten Staaten), Australien (→ Weinbau in Australien) und Südafrika (→ Weinbau in Südafrika).

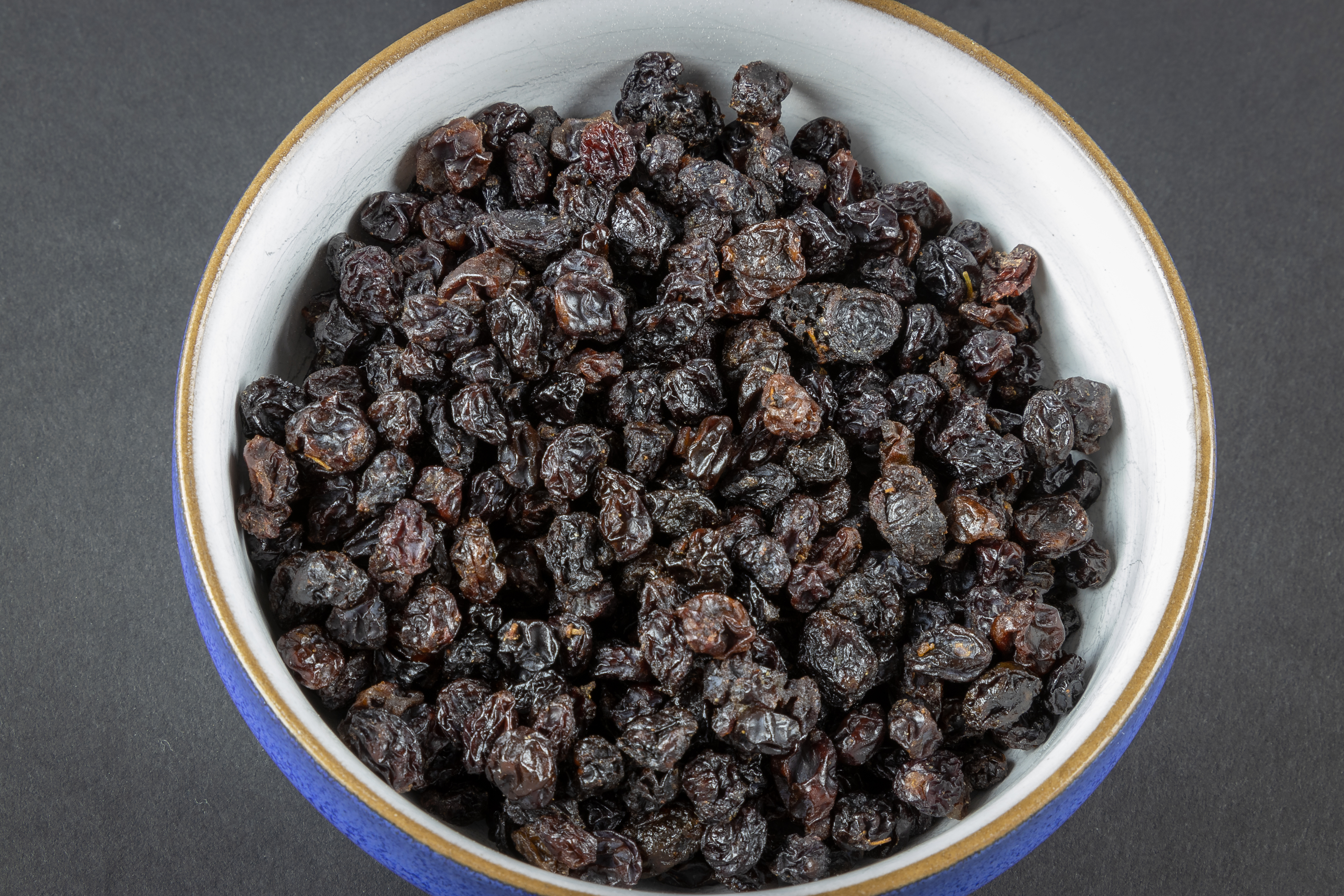
Korinthen
(kleinbeerig, mit und ohne Kern) werden aus der Rebsorte Korinthiaki („Schwarze Korinthe“; lat. Vitis vinifera apyrena) gewonnen. Sie sind meist kernlos, schwarzbraun bis schwarzblau und im Geschmack kräftiger. Die Korinthe wurde nach der griechischen Stadt Korinth benannt und ist eine seit dem 15. Jahrhundert im Deutschen nachweisbare Neubildung, analog zu Französisch raisin de Corinthe („Rosine aus Korinth“). Produktionsländer sind neben Griechenland auch Australien, Südafrika und die USA (Kalifornien).
Zibeben
(arabisch zabība, sizilianisch zibibba) sind Trockenbeeren am Rebstock mit Kernen. In trockenen Erntejahren werden sie zu einer Trockenbeerenauslese (einem Wein mit hohem Restzuckergehalt) verarbeitet. Ein typischer Vertreter dieses Herstellungsverfahrens ist der ungarische Wein „Tokaji Aszú“ (Tokajer Ausbruchwein), bei dem dem frischen Most vor der Vergärung immer eine bestimmte Menge Zibeben zugesetzt wird.
 In Süddeutschland und Teilen von Österreich ist „Zibebe“ ein allgemeiner Ausdruck für getrocknete Weinbeeren, die für die Zubereitung von Speisen verwendet werden. Nach dem Deutschen Wörterbuch beginnt dieser Ausdruck der Bezeichnung „Rosine“ zu weichen. Nach dem Duden gehört das Wort zu den süddeutschen und österreichischen Besonderheiten. 2009 enthält das Wörterbuch des österreichischen Deutsch die Erklärung „große rötliche Rosine“ und vermerkt, dass das Wort „auch süddeutsch“ sei.

## Lebensmittelrecht
Rosinen dürfen zur Verbesserung der Haltbarkeit geschwefelt werden. Ab einem Zusatz von 10 mg Sulfit pro kg muss das auf der Packung angegeben werden. Ab 500 mg Sulfit pro kg muss die Angabe lauten: „stark geschwefelt“. Der Höchstgehalt ist 1000 mg/kg. Rosinen dürfen mit Speiseöl oder Glyceriden von Speisefettsäuren (E 472a) behandelt werden, um ein Zusammenkleben zu verhindern. Bleichen oder die Behandlung mit Paraffin ist unzulässig.

## Verwendung
Aufgrund des hohen Zuckergehalts sind Rosinen beliebt bei der Zubereitung von Süßspeisen, können aber auch unverarbeitet gegessen werden. Sie werden in vielen Süßspeisen verbacken, unter anderem in Rosinenbrötchen, Rosinenstuten und Christstollen. Für einige Rezepte werden Rosinen in Fruchtsaft, alkoholischen Getränken oder Wasser eingeweicht, um sie praller, weicher und fruchtiger zu machen. Sie finden aber auch in vielen Hauptgerichten aus dem arabischen Raum sowie im Rheinischen Sauerbraten Verwendung. Außerdem sind sie in vielen Müsli-Mischungen enthalten. Das sogenannte Studentenfutter erhält durch den großen Anteil an Sultaninen seinen süßen Geschmack.

## Durchschnittliche Zusammensetzung
Angaben je 100 g essbarem Anteil:
| Bestandteile  |        |
| ------------- | ------ |
| Wasser        | 15,7 g |
| Eiweiß        | 2,5 g  |
| Fett          | 0,6 g  |
| Kohlenhydrate | 68,0 g |
| Ballaststoffe | 5,2 g  |
| Mineralstoffe | 2,0 g  |

| Mineralstoffe |         |
| ------------- | ------- |
| Natrium       | 20 mg   |
| Kalium        | 780 mg  |
| Magnesium     | 40 mg   |
| Calcium       | 80 mg   |
| Mangan        | 465 µg  |
| Eisen         | 2300 µg |
| Kupfer        | 370 µg  |
| Zink          | 245 µg  |
| Phosphor      | 110 mg  |
| Selen         | 7 µg    |

| Vitamine                  |        |
| ------------------------- | ------ |
| Retinol (Vit. A1)         | 5 µg   |
| Thiamin (Vit. B1)         | 120 µg |
| Riboflavin (Vit. B2)      | 55 µg  |
| Nicotinsäure (Vit. B3)    | 500 µg |
| Pantothensäure (Vit. B5)  | 100 µg |
| Pyridoxin (Vit. B6)       | 110 µg |
| Folsäure (Vit. B9)        | 4 µg   |
| Ascorbinsäure (Vitamin C) | 1 mg   |

| Aminosäuren  |        |
| ------------ | ------ |
| Arginin¹     | 305 mg |
| Histidin¹    | 50 mg  |
| Isoleucin    | 45 mg  |
| Leucin       | 75 mg  |
| Lysin        | 70 mg  |
| Methionin    | 13 mg  |
| Phenylalanin | 45 mg  |
| Threonin     | 55 mg  |
| Tryptophan   | 5 mg   |
| Tyrosin      | 10 mg  |
| Valin        | 70 mg  |

1 mg = 1000 µg

¹ semi-essentiell
Der physiologische Brennwert beträgt 1242 kJ je 100 g essbarem Anteil.

## Sonstiges
- Rosinen sind für Menschen und viele Tierarten ungiftig. Eine Ausnahme bilden Katzen und Hunde.[10] Bei einigen Hunden kommt es schon bei Aufnahme von 2,8 g Rosinen pro kg Körpermasse zu einer Weintraubenvergiftung. Katzen können schon bei kleinen Mengen in einen lebensbedrohlichen Zustand verfallen.
- Die deutsche Redewendung „sich die Rosinen (aus dem Kuchen) picken“ bedeutet „sich die besten Teile nehmen und die weniger guten Teile den anderen überlassen“. Das Gleiche bedeutet in Österreich das Wort „Zibebenpicker“.
- Ein redensartlicher Korinthenkacker ist jemand, der Unwichtiges zu wichtig nimmt und seinen Mitmenschen gegenüber rechthaberisch auftritt, also ein Pedant. (Ähnliche Begriffe sind Kümmelspalter, Erbsenzähler, Haarspalter, Krümelkacker,[11] Kriacherlscheiber (österreichisch, steirisch), I-Tüpfelischisser (alemannisch), Tüpflscheißer (mittelbairisch), I-Tüpfelreiter (österreichisch), Pennschieter oder Pinnenschieter (norddeutsch).[12])
- Eine alte, etwa in der Pharmazie gebrauchte, lateinische Bezeichnung der getrockneten Weinbeere war passula bzw. (insbesondere für die kleine Rosine oder Korinthe) uva passulae oder uva passae[13][14]
- Nach der Sturmflut 1962 stellte Griechenland 520 Tonnen Korinthen und Sultaninen als Sachspende. Diese wurden u. a. über die Schulen an die Hamburger Schüler verteilt.[15]